# 颜斐
颜斐（?—?），字文林，济北郡（治今山东省平阴县东北）人，三国时曹魏大臣，顏回的第22代孫。
魏文帝黄初年间颜斐担任黄门侍郎， 后转为京兆太守。京兆郡（郡治槐里，今陕西咸阳西南）之地，自从马超之乱后，百姓多数不从事农业，也没有车牛等运输工具。颜斐到任后，下令所属各县整治阡陌，种植桑果，劝课农桑。督课百姓闲月时伐取制车材料，推广丁车、牛耕。鼓励吏民读书，有利于京兆地区社会经济的恢复。政绩居雍州十郡之首。